# Gianbattista Occhipinti Scopetta
Gianbattista Occhipinti Scopetta (Ragusa, 27 aprile 1770 – Ragusa, 25 febbraio 1836) è stato un francescano italiano, dell'ordine dei Frati minori cappuccini.

## Biografia
Il frate nacque a Ragusa il 27 aprile 1770 da Gaetano Occhipinti e Francesca Leggio e fu battezzato lo stesso giorno nella Cattedrale di San Giovanni Battista. Chiamato Padre Scopetta, dal soprannome del casato Occhipinti, fu un predicatore e, ammesso alla Corte di Napoli, divenne confessore dei reali Borbonici. Nel 1816 fu eletto prefetto apostolico a Tunisi.
Rientrato in Italia, nel Convento di San Francesco all'Immacolata di Ragusa Inferiore (oggi Ragusa Ibla), fu eletto definitore di Provincia il 28 aprile 1826.
Il frate divenne protagonista di una vicenda di rilievo nella storia della evoluzione urbanistica di Ragusa Superiore: la costruzione del Ponte Vecchio.

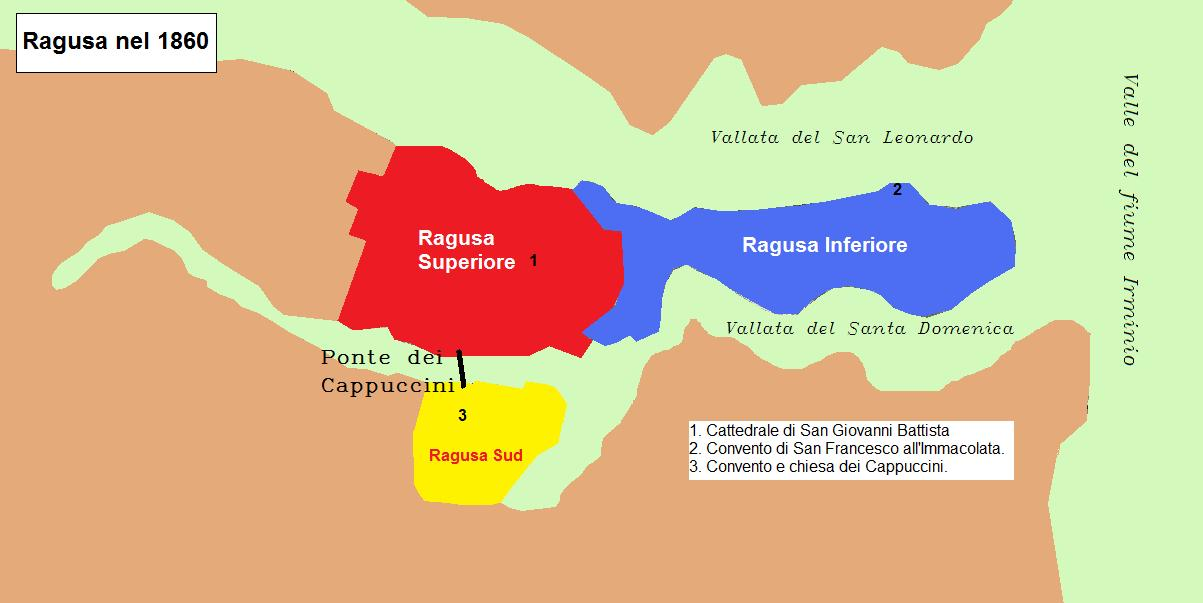
Ragusa nel 1860.

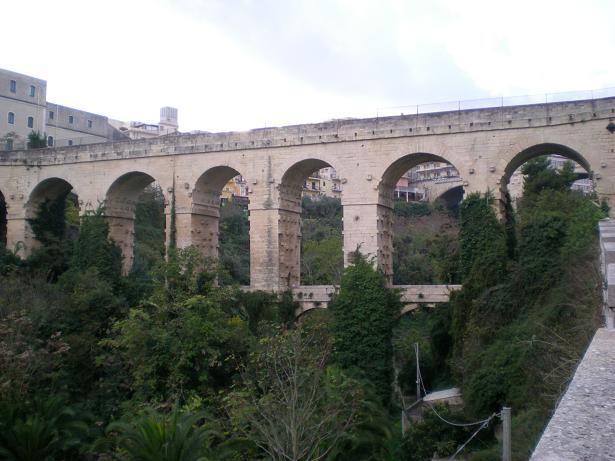
Il Ponte dei Cappuccini.

Avvalendosi di una disposizione pontificia, che consentiva l'edificazione di una struttura conventuale in un luogo più salubre, per ospitarvi i frati infermi, il cappuccino propose la fondazione di un nuovo convento nella parte superiore della città. La località scelta era sull'altura delle Croci, presso un antico eremo, nella zona di estrazione della pietra pece. Il luogo era separato dal centro della città dalla profonda vallata del torrente Santa Domenica, un ostacolo naturale che rendeva difficili i collegamenti; il frate propose allora il progetto di un ponte che unisse le due parti, agevolando i contatti tra la popolazione e favorendo così anche lo sviluppo economico della parte sud di Ragusa. L'importante opera, tuttora esistente, denominata Ponte dei Cappuccini o Ponte Vecchio, fu realizzata e completata nel 1843.
Si narra che il vescovo di Siracusa cui apparteneva la diocesi di Ragusa, complimentandosi con il religioso, abbia esclamato: "Voi non siete Padre Scopetta ma Padre Cannone". 
Morì a Ragusa nel convento di San Francesco di Paola il 25 febbraio 1836 . Le sue ossa dopo molti anni sono state trasferite dalla chiesa di San Francesco di Paola al cimitero vecchio di Ragusa. 
Il comune di Ragusa, e la famiglia di appartenenza in memoria dell'operato di Padre Scopetta, fece erigere un busto del frate nei pressi della testata del ponte, e nel centro storico c'è una strada a lui intitolata, con una lapide posta al principio della via. Il frate viene anche ricordato con una lapide nella chiesa dei Cappuccini di San Francesco di Paola.